# Jorge Francisco Vargas
Jorge Francisco Vargas (Santiago de Chile, 8 februari 1976) is een voormalig Chileens profvoetballer, die speelt als verdediger. Hij beëindigde zijn loopbaan in 2012 bij Club de Deportes La Serena.

## Clubcarrière
Vargas speelde vier seizoenen profvoetbal in eigen land, voordat hij in 1999 vertrok naar Italië. Daar kwam hij uit voor onder meer Reggina Calcio, Empoli FC en AS Livorno. Ook speelde hij twee seizoenen in Oostenrijk bij Red Bull Salzburg.

## Interlandcarrière
Vargas speelde 38 officiële interlands voor Chili in de periode 1999-2007. Hij maakte zijn debuut in de vriendschappelijke uitwedstrijd tegen Bolivia (1-1) op 28 april 1999 in Cochabamba. Vargas nam met Chili onder meer deel aan twee Copa América's: 1999 en 2007.
Op 11 juli 2007 werd Vargas door de Chileense voetbalbond voor twintig interlandduels geschorst wegens een vermeend drinkgelag voorafgaand aan de kwartfinale tegen Brazilië bij de strijd om de Copa América 2007. Dat duel ging met 6-1 verloren, tot woede van het thuisfront. Behalve Vargas kregen ook Pablo Contreras, Rodrigo Tello, Jorge Valdivia, Reinaldo Navia en Álvaro Ormeño een schorsing opgelegd. Vargas zei nog voor de afgetekende nederlaag tegen Brazilië dat alle berichten overdreven waren: "We hebben alleen wat gedronken in het hotel, niet meer dan dat. We zijn niet in een ruzie beland en zijn niet de stad ingegaan."
Later dat jaar, op 7 december 2007, maakt de Chileense voetbalbond bekend de straf van Vargas, Contreras, Tello, Valdivia en Navia te hebben gehalveerd, nadat zij publiekelijk hun excuses hadden gemaakt. Over Ormeño deed de bond geen mededeling.
| Interlands van Jorge Francisco Vargas voor Chili | Interlands van Jorge Francisco Vargas voor Chili | Interlands van Jorge Francisco Vargas voor Chili | Interlands van Jorge Francisco Vargas voor Chili | Interlands van Jorge Francisco Vargas voor Chili | Interlands van Jorge Francisco Vargas voor Chili |
| №                                                | Datum                                            | Wedstrijd                                        | Uitslag                                          | Competitie                                       |                                                  |
| ------------------------------------------------ | ------------------------------------------------ | ------------------------------------------------ | ------------------------------------------------ | ------------------------------------------------ | ------------------------------------------------ |
| 1                                                | 28.04.1999                                       | Bolivia – Chili                                  | 1-1                                              | Oefeninterland                                   |                                                  |
| 2                                                | 29.05.1999                                       | Chili – Costa Rica                               | 3-0                                              | Oefeninterland                                   |                                                  |
| 3                                                | 23.06.1999                                       | Chili – Ecuador                                  | 0-0                                              | Oefeninterland                                   |                                                  |
| 4                                                | 30.06.1999                                       | Chili – Mexico                                   | 0-1                                              | Copa América                                     |                                                  |
| 5                                                | 03.07.1999                                       | Chili – Venezuela                                | 3-0                                              | Copa América                                     |                                                  |
| 6                                                | 11.07.1999                                       | Colombia – Chili                                 | 2-3                                              | Copa América                                     |                                                  |
| 7                                                | 13.07.1999                                       | Uruguay – Chili                                  | 1-1                                              | Copa América                                     |                                                  |
| 8                                                | 17.07.1999                                       | Chili – Mexico                                   | 1-2                                              | Copa América                                     |                                                  |
| 9                                                | 09.02.2000                                       | Chili – Australië                                | 2-1                                              | Copa Valparaiso                                  |                                                  |
| 10                                               | 22.03.2000                                       | Chili – Honduras                                 | 5-2                                              | Oefeninterland                                   |                                                  |
| 11                                               | 26.04.2000                                       | Chili – Peru                                     | 1-1                                              | WK-kwalificatie                                  |                                                  |
| 12                                               | 03.06.2000                                       | Uruguay – Chili                                  | 2-1                                              | WK-kwalificatie                                  |                                                  |
| 13                                               | 08.10.2000                                       | Ecuador – Chili                                  | 1-0                                              | WK-kwalificatie                                  |                                                  |
| 14                                               | 21.03.2001                                       | Honduras – Chili                                 | 3-1                                              | Oefeninterland                                   |                                                  |
| 15                                               | 27.03.2001                                       | Peru – Chili                                     | 3-1                                              | WK-kwalificatie                                  |                                                  |
| 16                                               | 02.06.2001                                       | Paraguay – Chili                                 | 1-0                                              | WK-kwalificatie                                  |                                                  |
| 17                                               | 15.08.2001                                       | Chili – Bolivia                                  | 2-2                                              | WK-kwalificatie                                  |                                                  |
| 18                                               | 01.09.2001                                       | Chili – Frankrijk                                | 2-1                                              | Oefeninterland                                   |                                                  |
| 19                                               | 04.09.2001                                       | Chili – Venezuela                                | 0-2                                              | WK-kwalificatie                                  |                                                  |
| 20                                               | 07.10.2001                                       | Brazilië – Chili                                 | 2-0                                              | WK-kwalificatie                                  |                                                  |
| 21                                               | 07.11.2001                                       | Colombia – Chili                                 | 3-1                                              | WK-kwalificatie                                  |                                                  |
| 22                                               | 30.03.2003                                       | Chili – Peru                                     | 2-0                                              | Oefeninterland                                   |                                                  |
| 23                                               | 30.04.2003                                       | Chili – Costa Rica                               | 1-0                                              | Oefeninterland                                   |                                                  |
| 24                                               | 18.02.2004                                       | Mexico – Chili                                   | 1-1                                              | Oefeninterland                                   |                                                  |
| 25                                               | 30.03.2004                                       | Bolivia – Chili                                  | 0-2                                              | WK-kwalificatie                                  |                                                  |
| 26                                               | 01.06.2004                                       | Venezuela – Chili                                | 0-1                                              | WK-kwalificatie                                  |                                                  |
| 27                                               | 13.10.2004                                       | Chili – Argentinië                               | 0-0                                              | WK-kwalificatie                                  |                                                  |
| 28                                               | 24.05.2006                                       | Ierland – Chili                                  | 0-1                                              | Oefeninterland                                   |                                                  |
| 29                                               | 30.05.2006                                       | Chili – Ivoorkust                                | 1-1                                              | Oefeninterland                                   |                                                  |
| 30                                               | 02.06.2006                                       | Zweden – Chili                                   | 1-1                                              | Oefeninterland                                   |                                                  |
| 31                                               | 07.10.2006                                       | Chili – Peru                                     | 3-2                                              | Copa del Pacifico                                |                                                  |
| 32                                               | 11.10.2006                                       | Peru – Chili                                     | 0-1                                              | Copa del Pacifico                                |                                                  |
| 33                                               | 15.11.2006                                       | Chili – Paraguay                                 | 3-2                                              | Oefeninterland                                   |                                                  |
| 34                                               | 07.02.2007                                       | Venezuela – Chili                                | 0-1                                              | Oefeninterland                                   |                                                  |
| 35                                               | 24.03.2007                                       | Brazilië – Chili                                 | 4-0                                              | Oefeninterland                                   |                                                  |
| 36                                               | 05.06.2007                                       | Jamaica – Chili                                  | 0-1                                              | Oefeninterland                                   |                                                  |
| 37                                               | 27.06.2007                                       | Ecuador – Chili                                  | 2-3                                              | Copa América                                     |                                                  |
| 38                                               | 01.07.2007                                       | Brazilië – Chili                                 | 3-0                                              | Copa América                                     |                                                  |

## Erelijst
Universidad Católica
- Primera División de Chile

1997
 Red Bull Salzburg
- Bundesliga

2007